# Capitania de Ilhéus
A Capitania de Ilhéus foi uma das subdivisões administrativas do território brasileiro no período colonial da América Portuguesa (1500-1815), criada em 1534 junto com mais treze regiões hereditárias (1534–1548), entregues pelo rei de Portugal, Dom João III, a donatários em regime de hereditariedade.
Esta capitania foi criada no trecho da costa entre o Morro de São Paulo e a margem esquerda do rio Jequitinhonha, em Belmonte. Eram 50 léguas de costa, estendendo-se da foz do Rio Jaguaripe, próximo à Ilha de Tinharé, ao norte, até a foz do Rio Poxim (na época, Rio Coxim), ao sul. Adentrando para o interior do continente, o território da capitania percorria até a região atualmente ocupada pela cidade de Brasília.
Pernambuco e São Vicente foram as únicas capitanias que prosperaram no período colonial.

## História

### Antecedentes
A colonização européia na América foi efetivamente iniciada em 1534, quando o rei Dom João III dividiu o território em quatorze capitanias hereditárias (administração do território colonial português) que foram doadas a doze capitães-donatários (vassalos), que podiam explorar os recursos da terra, mas em contra-partida deveriam povoar e proteger as regiões, onde os direitos e deveres dos donatários eram regulamentados pelas Cartas de Foral.
O sistema de capitanias já era empregado pelo Império Português nas ilhas da Madeira e de Cabo Verde desde o século XV. Em carta dirigida a Martim Afonso de Sousa em 1532, Dom João III comunicou a decisão de dividir o território português, assim em 1534 efetivou as primeiras doações.
Existem três possíveis fatores para a adoção do sistema de capitanias no Brasil: uma resposta da monarquia portuguesa ante a ameaça da França ao seu projeto de domínio na América; transferência dos gastos com a colonização que deixavam de ser do Estado e passavam para os donatários, favorecendo a Coroa em um contexto de escassez de recursos; conversão da população nativa ao cristianismo, dando continuidade ao ideal da Cruzadas.

### Origens
Doada pelo rei na cidade de Évora em 26 de junho de 1534 a Jorge de Figueiredo Correia, foi ocupada em 1535 por um capitão-mor por ele nomeado, Francisco Romero, que, após curta estada no Morro de São Paulo (ilha de Tinharé), transferiu-se para a foz do rio Cachoeira, onde fundou a primitiva vila de São Jorge dos Ilhéus (1536), na elevação depois conhecida como Morro da Matriz Velha. A vila foi, então, de lá transferida para o sítio atual, entre os outeiros de Pontal e da Ponta de Pedra de Pernambuco.
Romero conseguiu uma boa convivência dos colonos com os índios tupiniquins, o que resultou em relativa prosperidade. Segundo Gabriel Soares, nela se plantou, pela primeira vez no Brasil, a cana-de-açúcar. Dentre os sesmeiros que possuíam engenho, figuram Mem de Sá, dono do Engenho de Sant'Ana, doado mais tarde aos jesuítas, e Fernando d’Álvares de Andrade, homem rico da metrópole portuguesa.[carece de fontes?]
Outro grande sesmeiro foi Lucas Giraldes, que, com a morte do donatário em 1552, obteve consentimento da Coroa para comprar a capitania na mão de seu filho, Jerônimo d’Alarcão de Figueiredo. De propriedade de Lucas Giraldes e de seu filho Francisco, a capitania chegou a ter nove engenhos ainda no século XVI. Em 1565, Giraldes ordenou, a seu procurador, Baltazar Ferreira Gaivoto, a criação das vilas de Cairu, Camamu e Boipeba. Mas, devido às lutas com os aimorés, isto só se efetivou entre 1608 e 1610.  Gabriel Soares  relata, em seu Tratado Descritivo do Brasil em 1587, que, naquele ano, a capitania de Ilhéus estava destruída e praticamente despovoada por causa dos ataques dos aimorés aos colonos portugueses e seus escravos:
"Mas deu nesta terra esta praga dos aimorés, de feição que não há aí já mais que seis engenhos, e estes não fazem açúcar, nem há morador que ouse plantar canas, porque em indo os escravos ou homens ao campo não escapam a estes alarves, com medo dos quais foge a gente dos lhéus para a Bahia, e tem a terra quase despovoada, a qual se despovoará de todo, se Sua Majestade com muita instância não lhe valer."
Após um período próspero, a capitania entrou em longa disputa judiciária. Incorporada, juntamente com a Capitania de Porto Seguro, à Capitania da Baía de Todos os Santos, em 1761, a Capitania de Ilhéus integraria, sucessivamente, a Província e o Estado da Bahia.

## Galeria

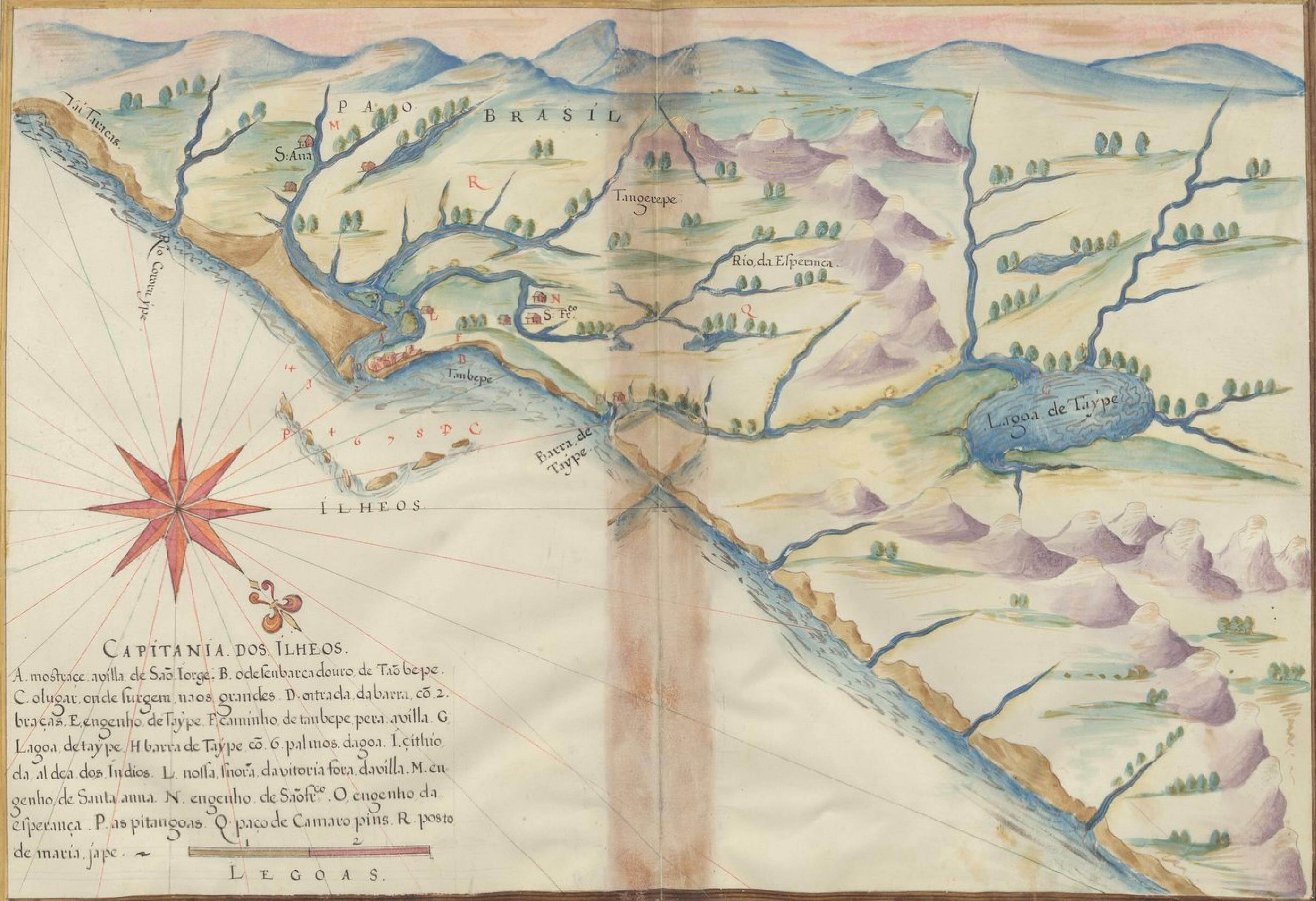
Capitania dos Ilheos, 1627
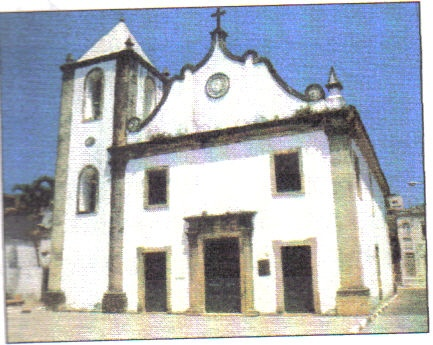
Igreja de São Jorge, 1530

## Leituras adicionais
- Marcelo Henrique Dias (2007), Economia, sociedade e paisagens da capitania e comarca de Ilhéus no período colonial, Niterói: Universidade Federal Fluminense, Wikidata Q114181476
- Ângelo Alves Carrara (2007),  Marcelo Henrique Dias, ed., Um lugar na história: a capitania e comarca de Ilhéus antes do cacau (PDF), ISBN 978-85-7455-129-6, Ilhéus, Wikidata Q114177388
- Marcelo Henrique Dias (2011), Farinha, madeiras e cabotagem: a Capitania de Ilhéus no antigo sistema colonial (PDF), ISBN 978-85-7455-220-0, Ilhéus, OCLC 839672000, OL 31255622M, Wikidata Q114182882
- Marcelo Henrique Dias; Ruana Alencar Oliveira; Iuri Dantas Andrade (2019), «Morfologia Urbana da Vila Colonial de São Jorge dos Ilhéus», Urbana, ISSN 1982-0569, 11 (1), Wikidata Q114182880